# 194 a.C.

## Eventos
- Tibério Semprônio Longo e Cipião Africano, pela segunda vez, cônsules romanos.
- Os lusitanos revoltam-se contra a dominação romana da Península Ibérica.

## Nascimentos
- Hiparco de Niceia (data aproximada)

## Mortes
- Eratóstenes De Cirene(aproximadamente)